# テラスゲート土岐
テラスゲート土岐（テラスゲートとき）は、中日本高速道路の子会社であるNEXCO中日本開発が運営する複合商業施設。

## 概要
日本の高速道路会社が高速道路の外部に初めて開発した大型商業施設として、2015年（平成27年）4月24日に開業した。
約5.6haの敷地に、温浴施設「土岐よりみち温泉」と地域連携施設「まちゆい」、スーパーセンターオークワ・テラスゲート土岐店が併設されている。このうち、「土岐よりみち温泉」と「まちゆい」はNEXCO中日本開発が運営している。
さらに2017年（平成29年）9月2日にはコインランドリー「BLUE SKY LAUNDRY」が、2018年（平成30年）11月3日には自動車販売店「ネクステージ 土岐多治見店」が、2021年（令和3年）2月12日には宿泊施設「よりみちの宿」がそれぞれ開業した。
土岐市と連携する形で整備したもので、地域振興を標榜している。
名称の由来は、憩いの場としての「テラス」と東濃地方の玄関口である「ゲート」を組み合わせたものである。

## 地域連携施設
陶磁器を製作する製陶所を模した延床面積約1,180m2の鉄骨平屋建てで、開業時には近隣の中津川市で産出された檜製の遊具なども設置された。
地域振興を標榜したため、「まちゆい」には土岐市観光協会の観光案内所「土岐たび案内所」や、美濃焼の陶磁器約1500点が並ぶ土岐市陶磁器商業協同組合による陶芸品店、陶芸の体験施設や陶芸を含む地元の伝統工芸品の展示施設が開業時に設置された。
しかし、開業当初の約1ヵ月間で見ると土岐市の街に人の流れを生み出すには至っていない。
なお、NEXCO中日本開発が直営する「まちゆいSHOP」は、開業時点で中日本高速が運営する高速道路沿線・1都11県の特産品約1,000種も並べており、地元以外の特産品も販売されている。

## 温浴施設
延床面積約3,500m2の2階建て。
アルカリ性単純温泉で、開業時点では美濃焼を用いたつぼ湯や東濃地域の眺望が楽しめる露天風呂を含む14種類の風呂が設置された。
7エリアの岩盤浴もある。

## スーパーマーケット
スーパーセンターオークワテラスゲート土岐店は、延床面積約8,710m2の平屋建て。
店舗面積は約6,547m2で、開業時には食料品や衣料品、生活用品を販売している。
商圏として店舗周辺約4kmの約5.1万人を見込んで開業した。

## 自動車販売店
「ネクステージ 土岐多治見店」は、新車・中古車・登録済み未使用車のハイブリッドカー・ミニバン・軽自動車・コンパクトカー・SUVなど、豊富に在庫を展示する大型総合店である。

## 宿泊施設
地上3階建てで、レストランや24時間利用可能な共用シャワールームを併設する。

## その他
その他当施設には、コインランドリーがある。

## ギャラリー
- 土岐よりみち温泉
- まちゆい
- スーパーセンターオークワテラスゲート土岐店

## 交通アクセス
- 東海環状自動車道 土岐南多治見ICより車で約1分[19]。

- JR中央本線 土岐市駅下車。東濃鉄道（路線バス）土岐西部丘陵線「テラスゲート土岐」バス停下車。

## 周辺
- 土岐プレミアム・アウトレット
- イオンモール土岐
- 土岐プラズマリサーチパーク
  - 国立大学法人総合研究大学院大学物理科学研究科
  - 文部科学省核融合科学研究所
- 岐阜県立土岐商業高等学校